# Setmana Catalana de 1982
La Setmana Catalana de 1982, va ser la 19a edició de la Setmana Catalana de Ciclisme. Es disputà en 7 etapes del 22 al 26 de març de 1982. El vencedor final fou el noruec Jostein Wilmann de l'equip Capri Sonne per davant de Theo de Rooy i Tommy Prim.
La cursa va començar bastant favorable els corredors espanyols, especialment després de les victòries contundents a la 2a etapa. Però quan tot semblava que en Pere Munoz tenia el lideratge controlat, va arribar l'error de l'etapa de Viladecans. Quan s'havia superat Ponts, degut a l'aire lateral, es va formar un grup d'uns 15 corredors, compost en la majoria per corredors estrangers. El Zor-Helios, l'equip del líder, es va trobar sol a l'hora de neutralitzar la fuga. L'avantatge va anar pujant, i al final el pilot va arribar amb 20 minuts de retard.

## Etapes
| Etapa  | Data       | Ciutats d'etapa                                   | km    | Vencedor de l'etapa        | Líder de la general        |
| ------ | ---------- | ------------------------------------------------- | ----- | -------------------------- | -------------------------- |
| Pròleg | 22 de març | Montjuïc (Barcelona) – Montjuïc (Barcelona) (CRI) | 3,4   | Pere Muñoz Rodríguez (ESP) | Pere Muñoz Rodríguez (ESP) |
| 1a     | 22 de març | Girona – Vic                                      | 99,0  | Tommy Prim (SWE)           | Tommy Prim (SWE)           |
| 2a A   | 23 de març | Vic – Sant Corneli                                | 130,0 | Pere Muñoz Rodríguez (ESP) | Pere Muñoz Rodríguez (ESP) |
| 2a B   | 23 de març | La Pobla de Lillet – Castellar de n'Hug (CRI)     | 11,0  | Álvaro Pino (ESP)          | Pere Muñoz Rodríguez (ESP) |
| 3a     | 24 de març | Cercs - Encamp ( Andorra)                         | 145,0 | Silvano Contini (ITA)      | Pere Muñoz Rodríguez (ESP) |
| 4a     | 25 de març | Organyà - Viladecans                              | 190,0 | Josep Lluís Laguía (ESP)   | Jostein Wilmann (NOR)      |
| 5a     | 26 de març | Viladecans - La Llagosta                          | 200,0 | Celestí Prieto (ESP)       | Jostein Wilmann (NOR)      |

### Pròleg[2]
22-03-1982: Montjuïc (Barcelona) (CRI), 3,4 km.:
|   | Ciclista                       | Equip           | Temps  |
| - | ------------------------------ | --------------- | ------ |
| 1 | Pere Muñoz Rodríguez (ESP)     | Zor-Helios      | 5' 24" |
| 2 | Gianbattista Baronchelli (ITA) | Bianchi-Piaggio | + 8"   |
| 3 | Jostein Wilmann (NOR)          | Capri Sonne     | + 11"  |

### 1a etapa[2]
22-03-1982: Girona – Vic, 99,0 km.
|   | Ciclista                    | Equip           | Temps      |
| - | --------------------------- | --------------- | ---------- |
| 1 | Tommy Prim (SWE)            | Bianchi-Piaggio | 2h 47' 04" |
| 2 | Eulalio García Pereda (ESP) | Reynolds        | m. t.      |
| 3 | Rudy Pevenage (BEL)         | Capri Sonne     | m. t.      |

### 2a etapa A[3]
23-03-1982: Vic – Sant Corneli, 130,0 km.:
|   | Ciclista                       | Equip      | Temps      |
| - | ------------------------------ | ---------- | ---------- |
| 1 | Pere Muñoz Rodríguez (ESP)     | Zor-Helios | 3h 45' 50" |
| 2 | Alberto Fernández Blanco (ESP) | Teka       | + 21"      |
| 3 | Álvaro Pino (ESP)              | Zor-Helios | + 25"      |

### 2a etapa B[3]
23-03-1982: La Pobla de Lillet – Castellar de n'Hug (CRI), 11,0 km.:
|   | Ciclista                       | Equip      | Temps   |
| - | ------------------------------ | ---------- | ------- |
| 1 | Álvaro Pino (ESP)              | Zor-Helios | 25' 34" |
| 2 | Alberto Fernández Blanco (ESP) | Teka       | + 8"    |
| 3 | Pere Muñoz Rodríguez (ESP)     | Zor-Helios | + 23"   |

### 3a etapa[4]
24-03-1982: Cercs - Encamp, 145,0 km.:
|   | Ciclista                 | Equip           | Temps      |
| - | ------------------------ | --------------- | ---------- |
| 1 | Silvano Contini (ITA)    | Bianchi-Piaggio | 4h 16' 47" |
| 2 | Josep Lluís Laguía (ESP) | Reynolds        | + 57"      |
| 3 | Theo de Rooy (NED)       | Capri Sonne     | + 58"      |

### 4a etapa[5]
25-03-1982: Organyà - Viladecans, 190,0 km.:
|   | Ciclista                 | Equip           | Temps      |
| - | ------------------------ | --------------- | ---------- |
| 1 | Josep Lluís Laguía (ESP) | Reynolds        | 5h 08' 14" |
| 2 | Silvano Contini (ITA)    | Bianchi-Piaggio | + 02"      |
| 3 | Jostein Wilmann (NOR)    | Capri Sonne     | + 05"      |

### 5a etapa[6]
26-03-1982: Viladecans - La Llagosta, 200,0 km.:
|   | Ciclista                      | Equip        | Temps      |
| - | ----------------------------- | ------------ | ---------- |
| 1 | Celestí Prieto (ESP)          | Kelme-Merckx | 5h 58' 04" |
| 2 | Ricardo Zuñiga (ESP)          | Reynolds     | m. t.      |
| 3 | Francisco Javier Cedena (ESP) | Zor-Helios   | + 03' 19"  |

## Classificació General
|    | Ciclista                       | Equip           | Punts       |
| -- | ------------------------------ | --------------- | ----------- |
| 1  | Jostein Wilmann (NOR)          | Capri Sonne     | 22h 27' 40" |
| 2  | Theo de Rooy (NED)             | Capri Sonne     | + 29"       |
| 3  | Tommy Prim (SWE)               | Bianchi-Piaggio | + 1' 06"    |
| 4  | Silvano Contini (ITA)          | Bianchi-Piaggio | + 1' 07"    |
| 5  | Josep Lluís Laguía (ESP)       | Reynolds        | + 9' 21"    |
| 6  | Rudy Pevenage (BEL)            | Capri Sonne     | + 10' 54"   |
| 7  | Eric McKenzie (NZL)            | Capri Sonne     | + 11' 11"   |
| 8  | Enrique Martínez Heredia (ESP) | Kelme-Merckx    | + 12' 19"   |
| 9  | Valerio Piva (ITA)             | Bianchi-Piaggio | + 12' 58"   |
| 10 | Pere Muñoz Rodríguez (ESP)     | Zor-Helios      | + 20' 07"   |